# 蜂須賀祐一
蜂須賀 祐一（はちすか ゆういち、1962年8月27日 - ）は、日本の俳優、スーツアクター。ジャパンアクションエンタープライズ（JAE）所属。同じくJAE所属の蜂須賀昭二は双子の弟。
主にスーパー戦隊シリーズのスーツアクターとして活躍している。特に小柄で非常にスマートな体格を生かし、女性の変身したヒロインを演じる「女形スーツアクター」として知られる。双子の弟の昭二もヒロインを多く担当している。
栃木県出身。趣味は空手、特技は水泳。

## 略歴
映画『忍者武芸帖 百地三太夫』を観てアクションに興味を抱き、1982年にJAC（現・JAE）に第12期生として入団する。入団して2か月ほどで、『宇宙刑事ギャバン』の戦闘員役でデビューを果たす。『ギャバン』と『宇宙刑事シャリバン』では、弟の昭二とともに双子役で出演した。1984年の『宇宙刑事シャイダー』および後楽園ゆうえんちの『超電子バイオマン』ショーでスーツアクターとして本格的に活動を開始する。
戦隊シリーズへは1985年の『電撃戦隊チェンジマン』にて初参加。その後、同作品のチェンジフェニックスから『鳥人戦隊ジェットマン』のホワイトスワンまで、7作連続でヒロインを担当。ホワイトスワンを怪我で降板した後は一時期出演が途切れたが、その後『超力戦隊オーレンジャー』でシリーズに復帰し、『電磁戦隊メガレンジャー』以降、再びヒーロー側のスーツアクターを担当するようになった。1998年の『星獣戦隊ギンガマン』で初めて男性レギュラーを担当し、『未来戦隊タイムレンジャー』まで3作連続で男性キャラクターを演じた。2000年代後半からはスーツアクトレスが増加したこともあり、女性敵幹部のスーツアクターを担当することが多くなっている。

## 俳優として
女性キャラクターは、後楽園ゆうえんちの『超電子バイオマン』ショーで初担当。蜂須賀は、女性役に選ばれた理由についてテレビシリーズでイエローとピンクを担当する竹田道弘や辻井啓伺らに似て、小柄で細身だったからとしている。
初めてレギュラーを務めた『電撃戦隊チェンジマン』では、チェンジマーメイド役の赤田昌人が後輩ながらスタントやアクションに秀でていたため、蜂須賀はアクションに全力を尽くしながら芝居では負けないように意識していた。そのため、街中や映画などで色々なタイプの女性の仕草を観察し、演技に取り入れていた。
デビュー初期はワイヤーアクションが取り入れられ始めていた時期だったが、当時は切れやすいピアノ線を使用していたためやり直しも多く苦労したと述べている。
『超獣戦隊ライブマン』のブルードルフィン役は、初めて単独ヒロインになったことからプレッシャーが大きく、やるしかないと覚悟を決めて挑んだ結果、竹田のコピーから抜け出して自信を持って出来るようになったと実感したという。
『鳥人戦隊ジェットマン』は変身前とのシンクロが濃くなったことから、シリーズとしての転機だったと述べている。
休養時期には、アクション監督の山岡淳二から『ブルースワット』へ代役での出演を依頼されたこともあったが、自信がなかったため断っている。
『星獣戦隊ギンガマン』のギンガイエローのように、少年戦士役を演じることもある。蜂須賀は、希望通りの役になることは少ないため嬉しかったと述べている。しかし、意識しないと女性の動きが出てしまい、『未来戦隊タイムレンジャー』までの3年間男性キャラクターを演じた結果、男性役は向かないと感じたという。『救急戦隊ゴーゴーファイブ』からは体を大きくするため筋トレを行っていたが、『百獣戦隊ガオレンジャー』のガオホワイトで再び女性役に戻ったため、体を戻すのに苦労したと述べている。
『轟轟戦隊ボウケンジャー』では全員がプロフェッショナルという設定だったが、蜂須賀の演じるボウケンイエローは戦いの素人であると撮影初日に告げられ、土壇場で役作りを変更することになった。
『海賊戦隊ゴーカイジャー』では当初ピンクを担当する予定だったが、蜂須賀は長年同じような役を演じていたことからクールな役を演じたいという意向と、さらに豪快チェンジ用の歴代戦隊の衣裳でも過去に担当したイエローがそのまま着られるものが多かったため、イエローを担当する予定だった野川瑞穂と交換してゴーカイイエローを担当することになったというエピソードがある。
『手裏剣戦隊ニンニンジャー』で演じた十六夜九衛門は久々のレギュラーでの男性役だったが、当初は正体が確定していなかったため性別がわからないよう演じてくれと指示されていた。
2004年に妻に腎臓を提供して腎移植しながら、激しい動きのスタントをこなしている。
JAEではスーツアクターからアクション監督へ転身する者もいるが、蜂須賀は自身には向いていないとし、アクション監督を務める意志はないことを語っている。一方で、若手に対し女形としてのアクションテクニックを指導し、後進の育成に取り組んでいる。
スーツアクターの他、顔出しでゲストキャラクターを演じることもある。

## 出演

### テレビドラマ
- 人生は上々だ（1995年、TBS）
- 森村誠一の終着駅シリーズ14（2000年、テレビ朝日） - 奥村公延吹き替え
- ロスタイムライフ（2008年、フジテレビ） - サラリーマン 役
- 第46回新春かくし芸大会2009（2009年1月1日、フジテレビ）

### 特撮テレビドラマ
- スーパー戦隊シリーズ（東映・テレビ朝日）
  - 大戦隊ゴーグルファイブ（1982年 - 1983年）[12]
  - 科学戦隊ダイナマン（1983年 - 1984年）
  - 超電子バイオマン（1984年 - 1985年）
  - 電撃戦隊チェンジマン（1985年 - 1986年） - チェンジフェニックス[13][2][3][10]
  - 超新星フラッシュマン（1986年 - 1987年） - ピンクフラッシュ[13][3]
  - 光戦隊マスクマン（1987年 - 1988年） - ピンクマスク[13]
  - 超獣戦隊ライブマン（1988年 - 1989年） - ブルードルフィン[3][10]
  - 高速戦隊ターボレンジャー（1989年 - 1990年） - ピンクターボ[10]
  - 地球戦隊ファイブマン（1990年 - 1991年） - ファイブイエロー[14]
  - 鳥人戦隊ジェットマン（1991年 - 1992年） - ホワイトスワン[3][10]
  - 超力戦隊オーレンジャー（1995年 - 1996年） - バーロ兵[3][10]、オーピンク（代役）[10]
  - 激走戦隊カーレンジャー（1996年 - 1997年）
  - 電磁戦隊メガレンジャー（1997年 - 1998年） - メガイエロー[15][3][10]、メガブルー（分身体）[15]
  - 星獣戦隊ギンガマン（1998年 - 1999年） - ギンガイエロー[16][1][3][10]、ギンガベリック[1]、ギガフェニックス[1]
  - 救急戦隊ゴーゴーファイブ（1999年 - 2000年） - ゴーイエロー[3]
  - 未来戦隊タイムレンジャー（2000年 - 2001年） - タイムグリーン[3][10]
  - 百獣戦隊ガオレンジャー（2001年 - 2002年） - ガオホワイト[17]、空手試合相手（最終回） 役
  - 忍風戦隊ハリケンジャー（2002年 - 2003年） - チュウズーボ[18][3]、マンマルバ（成長体）[18][3]、サンダール[3]、ハリケンブルー（アクション部分）[3]
  - 爆竜戦隊アバレンジャー（2003年 - 2004年） - アバレイエロー（アクション部分）[3]、無限の使徒ヴォッファ[19]、バーミア兵[20]、テンサイエロー[21]
  - 特捜戦隊デカレンジャー（2004年 - 2005年） - サキュバス・ヘルズ[22]
  - 魔法戦隊マジレンジャー（2005年 - 2006年） - マジマザー[17]、メーミィ[23]、ライジェル[23]、サイクロプス[24]、スフィンクス[25]
  - 轟轟戦隊ボウケンジャー（2006年 - 2007年） - ボウケンイエロー[26][2][3]
  - 獣拳戦隊ゲキレンジャー（2007年 - 2008年） - メレ（獣人体）[27][2][3]、マーラシヤ（第23話）[5]
  - 炎神戦隊ゴーオンジャー（2008年 - 2009年） - ゴローダーGT[17]
  - 侍戦隊シンケンジャー（2009年 - 2010年） - シンケンレッド（薫）[28][3]、薄皮太夫[28][2][3]
  - 天装戦隊ゴセイジャー（2010年 - 2011年） - ゴセイピンク[29][3]
  - 海賊戦隊ゴーカイジャー（2011年 - 2012年） - ゴーカイイエロー[30][2][3]、ゴーミン（第30話）[2]
  - 特命戦隊ゴーバスターズ（2012年 - 2013年） - イエローバスター[31][2][3]
  - 獣電戦隊キョウリュウジャー（2013年 - 2014年） - キャンデリラ[32][3]
  - 烈車戦隊トッキュウジャー（2014年 - 2015年） - ノア夫人[33][3]
  - 手裏剣戦隊ニンニンジャー（2015年 - 2016年） - 十六夜九衛門[34][5]、スズメバチ（第33話）[5]、アカイキュウビ（第41話）[5]
  - 動物戦隊ジュウオウジャー（2016年 - 2017年） - ナリア[35][6]、狼男[36]
  - 宇宙戦隊キュウレンジャー（2017年 - 2018年） - アキャンバー[37]、大僧正（Space.38）
  - 快盗戦隊ルパンレンジャーVS警察戦隊パトレンジャー（2018年 - 2019年） - ゴーシュ・ル・メドゥ [38]、ハンチングの男（イセロブ・スターフライド）[注釈 2]
  - 騎士竜戦隊リュウソウジャー（2019年 - 2020年）
  - 魔進戦隊キラメイジャー（2020年 - 2021年） - 侍（エピソード3）
  - 暴太郎戦隊ドンブラザーズ（2022年 - 2023年） - ソノニ変身体[39][40]、鶴の獣人[41][40]
  - 王様戦隊キングオージャー（2023年 - 2024年） - パピヨンオージャー[42][7]、キャンデリラ[7]
  - 爆上戦隊ブンブンジャー（2024年） - キャノンボーグ[43][8]
- 宇宙刑事シリーズ（東映・テレビ朝日）
  - 宇宙刑事ギャバン（1982年 - 1983年） - クラッシャー[3][10]、刺客（第36話） 役
  - 宇宙刑事シャリバン（1983年 - 1984年） - 古田商会の長男（第23話） 役
  - 宇宙刑事シャイダー（1984年 - 1985年） - 珍獣[3]
- 仮面ライダーシリーズ（東映）
  - 仮面ライダーBLACK（1987年 - 1988年、毎日放送）
  - 仮面ライダー響鬼（2005年 - 2006年、テレビ朝日）
  - 仮面ライダーカブト（2006年 - 2007年、テレビ朝日）
  - 仮面ライダーキバ（2008年 - 2009年、テレビ朝日） - 仮面ライダーイクサ（麻生親子変身時）[2][3]
  - 仮面ライダーディケイド（2009年、テレビ朝日）
  - 仮面ライダーウィザード（2012年 - 2013年、テレビ朝日）
  - 仮面ライダー鎧武/ガイム（2013年 - 2014年、テレビ朝日）
  - 仮面ライダードライブ（2014年 - 2015年、テレビ朝日）
  - 仮面ライダーゴースト（2015年 - 2016年、テレビ朝日） - ガンマイザー・リキッド（第46話）[44]
  - 仮面ライダーエグゼイド（2016年 - 2017年、テレビ朝日）
  - 仮面ライダービルド（2017年 - 2018年、テレビ朝日）
  - 仮面ライダージオウ（2018年 - 2019年、テレビ朝日）
  - 仮面ライダーゼロワン（2019年 - 2020年、テレビ朝日） - 仮面ライダー亡[45]
  - 仮面ライダーガヴ（2024年 - ）
- 兄弟拳バイクロッサー（1985年、東映・日本テレビ） - 警官（第20話） 役

#### テレビスペシャル
- 手裏剣戦隊ニンニンジャーVS仮面ライダードライブ 春休み合体1時間スペシャル（2015年、東映・テレビ朝日）

### 映画
- 宇宙刑事シリーズ（東映）
  - 宇宙刑事シャイダー（1984年）
  - 宇宙刑事シャイダー 追跡! しぎしぎ誘拐団（1984年）
- スーパー戦隊シリーズ（東映）
  - 劇場版 電撃戦隊チェンジマン（1985年）
  - 劇場版 電撃戦隊チェンジマン シャトルベース!危機一髪!（1985年）
  - 劇場版 超新星フラッシュマン（1986年）
  - 劇場版 超新星フラッシュマン 大逆転! タイタンボーイ（1987年）
  - 劇場版 光戦隊マスクマン（1987年）
  - 劇場版 高速戦隊ターボレンジャー（1989年）
  - 劇場版 百獣戦隊ガオレンジャー 火の山、吼える（2001年） - ガオホワイト[46]
  - 忍風戦隊ハリケンジャー シュシュッと THE MOVIE（2002年） - マンバルバ[47]、分身イエロー[48]
  - 爆竜戦隊アバレンジャー DELUXE アバレサマーはキンキン中!（2003年）
  - 特捜戦隊デカレンジャー THE MOVIE フルブラスト・アクション（2004年）
  - 魔法戦隊マジレンジャー THE MOVIE インフェルシアの花嫁（2005年） - メーミィ[49]
  - 轟轟戦隊ボウケンジャー THE MOVIE 最強のプレシャス（2006年）
  - 電影版 獣拳戦隊ゲキレンジャー ネイネイ!ホウホウ!香港大決戦（2007年）
  - 炎神戦隊ゴーオンジャー BUNBUN!BANBAN!劇場BANG!!（2008年）
  - 劇場版 炎神戦隊ゴーオンジャーVSゲキレンジャー（2009年）
  - 侍戦隊シンケンジャー 銀幕版 天下分け目の戦（2009年） - 薄皮太夫[50]
  - 侍戦隊シンケンジャーVSゴーオンジャー 銀幕BANG!!（2010年） - バッチード[51]、ゴセイピンク[51]、薄皮太夫[51]
  - 天装戦隊ゴセイジャー エピックON THEムービー（2010年） - ゴセイピンク[17]
  - 天装戦隊ゴセイジャーVSシンケンジャー エピックon銀幕（2011年） - ゴセイピンク[29]
  - ゴーカイジャー ゴセイジャー スーパー戦隊199ヒーロー大決戦（2011年） - ゴーカイイエロー[52]、ファイブイエロー[53]
  - 海賊戦隊ゴーカイジャー THE MOVIE 空飛ぶ幽霊船（2011年） - ゴーカイイエロー[54]
  - 特命戦隊ゴーバスターズ THE MOVIE 東京エネタワーを守れ!（2012年） - イエローバスター[55]
  - 特命戦隊ゴーバスターズVS海賊戦隊ゴーカイジャー THE MOVIE（2013年） - イエローバスター[56]
  - 劇場版 獣電戦隊キョウリュウジャー ガブリンチョ・オブ・ミュージック（2013年）
  - 獣電戦隊キョウリュウジャーVSゴーバスターズ 恐竜大決戦! さらば永遠の友よ（2014年） - キャンデリラ[56]
  - 烈車戦隊トッキュウジャー THE MOVIE ギャラクシーラインSOS（2014年）
  - 烈車戦隊トッキュウジャーVSキョウリュウジャー THE MOVIE（2015年）
  - 手裏剣戦隊ニンニンジャー THE MOVIE 恐竜殿さまアッパレ忍法帖!（2015年）
  - 手裏剣戦隊ニンニンジャーVSトッキュウジャー THE MOVIE 忍者・イン・ワンダーランド（2016年）
  - 劇場版 動物戦隊ジュウオウジャー ドキドキサーカスパニック!（2016年）
  - 劇場版 動物戦隊ジュウオウジャーVSニンニンジャー 未来からのメッセージ from スーパー戦隊（2017年）
  - 宇宙戦隊キュウレンジャー THE MOVIE ゲース・インダベーの逆襲（2017年）
  - 快盗戦隊ルパンレンジャーVS警察戦隊パトレンジャー en film（2018年）
  - 騎士竜戦隊リュウソウジャー THE MOVIE タイムスリップ!恐竜パニック!!（2019年）[57]
  - 機界戦隊ゼンカイジャー THE MOVIE 赤い戦い! オール戦隊大集会!!（2021年）[58]
  - 映画 王様戦隊キングオージャー アドベンチャー・ヘブン （2023年）
  - 爆上戦隊ブンブンジャー 劇場BOON! プロミス・ザ・サーキット（2024年）
- 仮面ライダーシリーズ（東映）
  - 劇場版 仮面ライダーキバ 魔界城の王（2008年） - 仮面ライダーイクサ（麻生親子変身時）[17]
  - 劇場版 さらば仮面ライダー電王 ファイナル・カウントダウン（2008年）
  - 劇場版 仮面ライダーディケイド オールライダー対大ショッカー（2009年）
  - 仮面ライダー×仮面ライダー W&ディケイド MOVIE大戦2010（2009年）
  - 仮面ライダーフォーゼ THE MOVIE みんなで宇宙キターッ!（2012年）
  - 仮面ライダー×仮面ライダー ウィザード&フォーゼ MOVIE大戦アルティメイタム（2012年）
  - 劇場版 仮面ライダーウィザード in Magic Land（2013年） - 近衛[59]
  - 仮面ライダー×仮面ライダー 鎧武&ウィザード 天下分け目の戦国MOVIE大合戦（2013年）
  - 平成仮面ライダー20作記念 仮面ライダー平成ジェネレーションズ FOREVER（2018年）
  - 劇場版 仮面ライダージオウ Over Quartzer（2019年）[57]
  - 仮面ライダー 令和 ザ・ファースト・ジェネレーション（2019年）[60]
- スーパーヒーロー大戦シリーズ（東映）
  - 仮面ライダー×スーパー戦隊 スーパーヒーロー大戦（2012年） - イエローバスター[61]、ゴーカイイエロー[61]
  - 仮面ライダー×スーパー戦隊×宇宙刑事 スーパーヒーロー大戦Z（2013年）
  - 平成ライダー対昭和ライダー 仮面ライダー大戦 feat.スーパー戦隊（2014年）
  - スーパーヒーロー大戦GP 仮面ライダー3号（2015年）
  - 仮面ライダー×スーパー戦隊 超スーパーヒーロー大戦（2017年）
- 特命係長 只野仁 最後の劇場版（2008年、松竹） - 組員 役
- 海賊戦隊ゴーカイジャーVS宇宙刑事ギャバン THE MOVIE（2012年、東映） - ゴーカイイエロー[62]
- イン・ザ・ヒーロー（2014年、東映） - 忍者 役
- スーパー戦闘 純烈ジャー（2021年、東映） - 純グリーン[63]
- スーパー戦闘 純烈ジャー 追い焚き☆御免（2022年、東映）[64]

### Vシネマ
- スーパー戦隊シリーズ（東映）
  - 激走戦隊カーレンジャーVSオーレンジャー（1997年）
  - 電磁戦隊メガレンジャーVSカーレンジャー（1998年）
  - 星獣戦隊ギンガマンVSメガレンジャー（1999年）
  - 救急戦隊ゴーゴーファイブ 激突!新たなる超戦士（1999年）
  - 救急戦隊ゴーゴーファイブVSギンガマン（2000年）
  - 未来戦隊タイムレンジャーVSゴーゴーファイブ（2001年）
  - 百獣戦隊ガオレンジャーVSスーパー戦隊（2001年） - ガオホワイト[65]
  - 忍風戦隊ハリケンジャーVSガオレンジャー（2003年）
  - 爆竜戦隊アバレンジャーVSハリケンジャー（2004年）
  - 魔法戦隊マジレンジャーVSデカレンジャー（2006年）
  - 轟轟戦隊ボウケンジャーVSスーパー戦隊（2007年）
  - 炎神戦隊ゴーオンジャースペシャルDVD ゼミナールだよ!全員GO-ON!（2008年）
  - 帰ってきた天装戦隊ゴセイジャー last epic（2011年） - ゴセイピンク[66]
  - 帰ってきた特命戦隊ゴーバスターズVS動物戦隊ゴーバスターズ（2013年）
  - 帰ってきた獣電戦隊キョウリュウジャー 100 YEARS AFTER（2014年） - キャンデリラ[11]
  - 行って帰ってきた烈車戦隊トッキュウジャー 夢の超トッキュウ7号（2015年） - ノア夫人[67]
  - 特捜戦隊デカレンジャー 10 YEARS AFTER（2015年）
  - 帰ってきた手裏剣戦隊ニンニンジャー ニンニンガールズVSボーイズ FINAL WARS（2016年） - ミドニンジャー[5]、十六夜九衛門[5]
  - 帰ってきた動物戦隊ジュウオウジャー お命頂戴!地球王者決定戦（2017年）
  - テン・ゴーカイジャー（2022年） - ゴーカイイエロー[68]
  - 王様戦隊キングオージャーVSドンブラザーズ（2024年）
  - 王様戦隊キングオージャーVSキョウリュウジャー（2024年）
  - 爆上戦隊ブンブンジャーVSキングオージャー（2025年） - パピヨンオージャー[69]
- 仮面ライダーシリーズ（東映）
  - ビルド NEW WORLD 仮面ライダーグリス（2019年）
  - ゼロワン Others
    - ゼロワン Others 仮面ライダー滅亡迅雷（2021年）[70]
    - ゼロワン Others 仮面ライダーバルカン&バルキリー（2021年） - 仮面ライダーバルキリー[71]

### ネットムービー
- ネット版 仮面ライダー×スーパー戦隊 スーパーヒーロー大変 〜犯人はダレだ?!〜（2012年、東映）
- ネット版 仮面ライダーウィザード イン マジか!?ランド（2013年、東映）
- 獣電戦隊キョウリュウジャーブレイブ（2017年、東映）
- 獣電戦隊キョウリュウジャー「ブレイブ33.5 これぞブレイブ！たたかいのフロンティア」（2018年、東映）
- 快盗戦隊ルパンレンジャー＋警察戦隊パトレンジャー 〜究極の変合体！〜（2018年、auビデオパス）
- 警察戦隊パトレンジャー Feat. 快盗戦隊ルパンレンジャー ～もう一人のパトレン2号～（2018年、東映特撮ファンクラブ）
- 仮面ライダーアウトサイダーズ（2022年、東映特撮ファンクラブ） - 仮面ライダーデルタ[72]

### スーパー戦隊ショー
- 後楽園遊園地スーパー戦隊シリーズショー 多数出演
  - 超電子バイオマン（1984年） - イエローフォー、ピンクファイブ[3][10]
  - 忍者戦隊カクレンジャー（1994年） - 兵隊[3][10]
  - 超力戦隊オーレンジャー（1995年）[10]
  - 激走戦隊カーレンジャー（1996年）[10]
- シアターGロッソ ショー
  - 爆上戦隊ブンブンジャー ヒーローショー 第4弾 宇宙を越える熱き絆！爆アゲ！Gロッソ FINAL LAP!!（2025年） - キャノンボーグ[73]

### イベント
- JAE NAKED LIVE「がんばろう 日本！」（2011年）
- JAE "春"プレミアムイベント ~Jump Up!~（2016年）